# Sæglópur
"Sæglópur" (isländska för "Förlorad på havet") är en sång och singel av Sigur Rós, släppt år 2006 och inkluderad på albumet Takk... år 2005. Sången i slutet sjungs på isländska, och allt där innan är nästan enbart på det påhittade hoppländska.

## EP:n
Sæglópur EP:n, en DVD/CD dubbelpack med Sæglópur släpptes 10 juli 2006 i nästan hela världen, med några länder som fick ett senare datum. EP:n innehöll Sæglópur och tre nya låtar (Refur, Ó Fridur och Kafari), tillsammans med musikvideor för Glósóli, Hoppípolla och Sæglópur själv.

## Låtlista
Japan Tour EP
1. "Sæglópur" ("Förlorad på havet") – 8:12
2. "Refur" ("Räv") – 2:45
3. "Ó friður" ("Åh fred") – 4:48
4. "Kafari" ("Dykare") – 6:11
5. "Hafsól" ("Havets sol") – 9:59

CD/DVD-singel
1. "Sæglópur" (8:12)
2. "Refur" (2:45)
3. "Ó friður" (4:48)
4. "Kafari" (6:11)